# 6317 Dreyfus
6317 Dreyfus (1990 UP3) là một tiểu hành tinh vành đai chính được phát hiện ngày 16 tháng 10 năm 1990 bởi Eric Walter Elst ở La Silla.